# Rivaroxaban
Rivaroxaban (Handelsname: Xarelto; Hersteller Bayer AG) ist ein Arzneistoff zur Hemmung der Blutgerinnung (Antikoagulation). Die Substanz ist ein direkter Faktor Xa-Inhibitor und gehört damit zur Gruppe der direkten oralen Antikoagulanzien (DOAK), die auch als neue orale Antikoagulanzien (NOAK) bezeichnet werden.
Die Substanz ist zugelassen zur Prophylaxe venöser Thrombosen und Embolien (Venöse Thromboembolie, VTE) bei Patienten mit Hüftgelenks- oder Kniegelenksersatz, zur Prävention von ischämischen Schlaganfällen bei Patienten mit nicht-valvulärem Vorhofflimmern und zur Akut- und Langzeitbehandlung von Patienten mit tiefen Beinvenenthrombosen und Lungenembolien.
Der Arzneistoff wird in Form einer Tablette eingenommen (orale Applikation).

## Pharmakologische Eigenschaften
Es handelt sich um eine Substanz aus der Gruppe der Oxazolidinone. Rivaroxaban wird enteral resorbiert und unterliegt einem First-Pass-Metabolismus von Cytochrom P450 3A4. Die Bioverfügbarkeit ist hoch (80–100 %) mit einer Spitzenkonzentration im Serum nach 2–4 Stunden und einer Halbwertzeit von 7–11 Stunden. Im Plasma liegt es zu 95 % an Eiweiß gebunden vor und wird zu ca. 30 % renal eliminiert. Es hat daher auch bei eingeschränkter Nierenfunktion (GFR 30–80 ml/min.) keinen erhöhten Plasmaspiegel. Als direkter Inhibitor des Faktor Xa wirkt Rivaroxaban Antithrombin-unabhängig.
In einer klinischen Studie konnte gezeigt werden, dass Dosen ab 15 mg zusammen mit dem Essen eingenommen werden sollten, um eine optimale Bioverfügbarkeit des Medikaments zu gewährleisten.

## Analytik
Zur zuverlässigen qualitativen und quantitativen Bestimmung von Rivaroxaban kann nach hinreichender Probenvorbereitung z. B. durch Festphasenextraktion die Kopplung der HPLC mit der Massenspektrometrie eingesetzt werden.

## Klinische Studien
Ein 2008 abgeschlossenes klinisches Phase-III-Studienprogramm mit vier Studien untersuchte, ob Rivaroxaban-Patienten nach großen orthopädischen Operationen (z. B. Patienten, die ein künstliches Kniegelenk bzw. ein künstliches Hüftgelenk erhalten) Vorteile bietet. Ergebnis: Im Vergleich zur Standardtherapie mit niedermolekularem Heparin (hier wurde Enoxaparin getestet) wird das Risiko für den kombinierten Endpunkt aus tiefen Venenthrombosen, Lungenembolien oder Tod durch Thromboembolien nahezu halbiert. Die Ergebnisse waren in allen vier Studien signifikant, werden jedoch hauptsächlich durch die Reduktion klinisch irrelevanter Thrombosen erreicht. In diesen Studien fanden sich zwischen Vergleichstherapie und Rivaroxaban geringe Unterschiede beim Auftreten von Nebenwirkungen; größere Blutungen („major bleedings“) traten häufiger auf als unter Enoxaparin.
Weitere Studien zur Therapie der tiefen Venenthrombosen und Lungenembolien, zur Thromboseprophylaxe bei internistischen Patienten, zur Therapie des akuten Koronarsyndroms sowie zur Schlaganfallprophylaxe bei Vorhofflimmern liefen 2007.
In der Rocket-AF-Studie, deren Ergebnisse 2010 auf der Jahrestagung der American Heart Association vorgestellt wurde, war Rivaroxaban nicht schwächer wirksam als Warfarin (ähnlich dem in Deutschland bekannteren Marcumar) in der Prävention von Schlaganfällen und peripheren Embolien. Die Rate von Blutungen und anderen Nebenwirkungen war gleich. Unter Rivaroxaban traten weniger intrakranielle und tödliche Blutungen auf.
Sowohl in der Therapie des akuten Koronarsyndroms, als auch in der Prophylaxe venöser Thromboembolien, zeigten sich signifikant häufiger minderschwere und schwere Blutungen unter Rivaroxaban im Vergleich zu Placebo (ATLAS-Studie) bzw. zu niedermolekularem Heparin und Placebo (MAGELLAN-Studie).
Wenn wegen einer peripheren arteriellen Verschlusskrankheit eine Revaskulierung, also eine Wiederherstellung des arteriellen Blutflusses, durchgeführt wird, so besteht ein hohes Risiko postoperativer Komplikationen wie akute Ischämie, Amputation, Herzinfarkt, Apoplex oder Tod aus kardiovaskuläre Ursache. In einer randomisierten Studie konnte gezeigt werden, dass nach 2 × 2,5 mg Rivaroxaban und 100 mg Aspirin täglich seltener Komplikationen auftraten als nach Aspirin allein. Die Revaskulierung erfolgte in 65 % endovaskulär, zum Beispiel durch Thrombektomie, und in 35 % offen chirurgisch.

## Zulassung
2008 wurde Rivaroxaban unter dem Handelsnamen Xarelto zur Prophylaxe venöser Thromboembolien (VTE) bei erwachsenen Patienten nach elektiven Hüft- oder Kniegelenksersatzoperationen durch die Europäische Kommission zugelassen. Die Entwicklung war eine Kooperation der Bayer AG mit Janssen Pharmaceutica (Teil des US-amerikanischen Konzerns Johnson & Johnson). Bayer besitzt die Vertriebsrechte für sämtliche Märkte außerhalb der USA.
Im Dezember 2011 folgten Zulassungserweiterungen für die Prävention von Schlaganfällen bei Patienten mit nicht-valvulärem Vorhofflimmern, Behandlung der akuten tiefen Venenthrombose sowie zur Prävention der rezidivierend auftretenden tiefen Venenthrombose und Lungenembolie, im Mai 2013 der Einsatz (2,5 mg) in Kombination mit einer Standardtherapie (ASS, Clopidogrel) zur Antithrombozytenaggregation als Sekundärprophylaxe nach Akutem Koronarsyndrom.
Es wurden in der EU Generika zugelassen. Solange der Wirkstoff patentgeschützt ist, kann grundsätzlich jedoch kein Generikahersteller das Patent umgehen.  Im Oktober 2022 hatte das Europäische Patentamt dem Medikament in der meist genutzten Dosierung bis Januar 2026 Patentschutz gewährt, zwei Jahre länger als ursprünglich erwartet.
Die Zulassung in den USA seitens der FDA erfolgte im Juli 2011 und im November 2011 die Zulassung zur Prävention von Schlaganfällen bei Patienten mit nicht-valvulärem Vorhofflimmern.

## Arzneiverordnungs-Report
Im Arzneiverordnungs-Report 2009 wurde Rivaroxaban mit der Bewertung A (= innovative Struktur mit therapeutischer Relevanz) versehen. Von 29 im Jahr 2008 neu zugelassenen Arzneimitteln haben 7 die Bewertung A (= innovative Struktur mit therapeutischer Relevanz), 6 die Bewertung B (= Verbesserung pharmakodynamischer oder pharmakokinetischer Eigenschaften), 15 die Bewertung C (= Analogpräparat mit keinen oder nur geringen Unterschieden) und eines die Bewertung D (= nicht ausreichend gesichertes Wirkprinzip oder unklarer therapeutischer Stellenwert) erhalten.

## Bewertung und Kritik
In einer Information der Arzneimittelkommission der deutschen Ärzteschaft (AkdÄ) aus dem Jahr 2013 heißt es: „Bei Behandlungszeiten bis zu drei Monaten ist Rivaroxaban durch den Wegfall eines regelmäßigen Monitorings leichter handhabbar, allerdings kann die fehlende Kontrollierbarkeit des Gerinnungsstatus auch von Nachteil sein. In der Anwendung ab drei Monaten müssen die erheblich höheren Therapiekosten berücksichtigt werden.“
Im September 2013 wiesen die Hersteller der neuen oralen Antikoagulanzien (kurz NOAK: Apixaban, Dabigatranetexilat und Rivaroxaban) in einem gemeinsamen, mit den zuständigen Arzneimittelbehörden abgestimmten Informationsbrief darauf hin, dass Meldungen unerwünschter Arzneimittelwirkungen (UAW) aus klinischen Studien und aus der Praxis gezeigt haben, dass auch bei den neuen oralen Antikoagulanzien ein signifikantes Risiko für schwere Blutungsereignisse, auch mit Todesfolge, besteht. Um das Blutungsrisiko zu minimieren, müssen die verordnenden Ärzte das Blutungsrisiko der Patienten individuell beurteilen und die Angaben zu Dosierung und Gegenanzeigen sowie Warnhinweise und Vorsichtsmaßnahmen beachten. Gemeinsam sind allen neuen oralen Antikoagulanzien die folgenden Gegenanzeigen:
- akute, klinisch relevante Blutungen
- Läsionen oder klinische Situationen, die als signifikanter Risikofaktor einer schweren Blutung angesehen werden
- gleichzeitige Anwendung von anderen Antikoagulanzien wie zum Beispiel Heparinen oder Vitamin-K-Antagonisten (mit wenigen Ausnahmen).

Auch eine Nierenfunktionsstörung kann eine Gegenanzeige darstellen, allerdings gelten hierbei für die drei Arzneimittel unterschiedliche
Empfehlungen.
Das Bundesinstitut für Arzneimittel und Medizinprodukte (BfArM) gab im September 2013 bekannt, dass eine steigende Zahl von Verdachtsfällen im Zusammenhang mit dem Gerinnungshemmer registriert wurden. Demnach sollen in den ersten 8 Monaten des Jahres 2013 968 Fälle unerwünschter Nebenwirkungen mit 72 Todesfällen aufgetreten sein, im Vergleich zu 750 Verdachtsberichten und 58 Todesfällen im gesamten Jahr 2012. Das Bundesinstitut sehe aber keine sicheren Belege für einen „Kausalzusammenhang zwischen Arzneimittel und Nebenwirkung“.
Berater der amerikanischen Aufsichtsbehörde Food and Drug Administration (FDA) kamen im März 2009 zu dem Ergebnis, dass Xarelto gegenüber dem seit langem verwendeten Gerinnungshemmer Warfarin (in Deutschland bekannter ist der verwandte Wirkstoff Phenprocoumon, Handelsname Marcumar) keinen therapeutischen Zusatznutzen bietet. Schlaganfälle kann Xarelto nicht häufiger verhindern als die etablierten und kostengünstigen Mittel. Zudem lagen damals keine Langzeitstudien zu den Nebenwirkungen von Xarelto vor. Nach Meinung der FDA-Experten werfen die von BAYER eingereichten Studien insbesondere Fragen zu Herzinfarkt- und Blutungsrisiken auf.
Bayer und das Partnerunternehmen Janssen Pharmaceuticals akzeptierten am 24. März 2019 eine Vergleichszahlung von 775 Millionen US-Dollar (686 Mio. Euro), um die Beilegung von rund 25.000 Klagen in den USA im Zusammenhang mit Xarelto zu erreichen. Die Klägerseite machte den Gerinnungshemmer für Blutungen bis hin zu Todesfällen verantwortlich und warf Bayer vor, nicht ausreichend über Gefahren wie diese informiert zu haben.
Für die Hälfte ihrer Kosten geht Bayer davon aus, dass ein Teil durch eine Produkthaftpflichtversicherung bezahlt wird.
Jüngste Nachrichten im WHO Pharmaceuticals Newsletter No. 2/2019 aus Neuseeland berichten ebenfalls über gesteigerte Blutungsneigung und Schlaganfälle unter der Anwendung von Xarelto in den Medsafe-Nachrichten.

## Gegenanzeigen
Bei rückenmarksnahen Regionalanästhesie-Verfahren (Spinalanästhesie bzw. Periduralanästhesie) sollte Rivaroxaban bei niedriger Dosierung bei nierengesunden Patienten 22–26 Std. (entspricht zwei Halbwertszeiten) vor der Anlage pausiert werden. Bei gestörter Nierenfunktion oder hoher Dosierung sollte Rivaroxaban 44–65 Std. (entspricht fünf bis sechs Halbwertszeiten) pausiert werden. Nach Anlage oder Entfernung des Katheters sollte die erste Rivaroxabangabe frühestens nach 4–5,5 Std. erfolgen (entspricht 8 Std. Gerinnselbildungszeit abzüglich der Zeit zwischen Einnahme und Maximalwirkung).
Im Oktober 2018 wurde bekanntgemacht, dass Rivaroxaban bei Patienten mit Herzklappenersatz (einschließlich TAVI) nicht zur Thromboseprophylaxe indiziert ist.

## Antagonisierung
Eine Überdosierung mit Rivaroxaban kann durch seine pharmakodynamischen Eigenschaften zu Blutungskomplikationen führen. Weiterhin kann eine ansonsten unkritische Blutung z. B. im Rahmen einer Notfalloperation unter einer üblichen Rivaroxabandosis lebensgefährlich werden. Ein spezifisches Antidot, das die pharmakodynamischen Eigenschaften des Rivaroxabans aufhebt, war lange nicht verfügbar. In einigen Fällen, wie zum Beispiel bei Patienten, die Rivaroxaban einnehmen und eine Notfalloperation benötigen, kann CytoSorb eingesetzt werden, um das Medikament vorübergehend aus dem Blut zu entfernen. Dies kann das Blutungsrisiko während der Operation reduzieren und eine schnellere Durchführung der Operation ermöglichen. Eine Dialyse kann Rivaroxaban wegen seiner hohen Plasmaeiweißbindung nicht aus dem Körper entfernen. Im Mai 2018 wurde das Xarelto-Antidot Andexanet alfa (AndexXa) in den USA zugelassen, und am 1. März 2019 hat die EMA die Zulassung des Antidots Ondexxya in der EU empfohlen. Im April 2019 kam es zu einer Zulassung durch die Europäische Kommission für die europäischen Mitgliedstaaten. Zulassungsinhaber ist jedoch nicht Bayer, sondern die Firma Alexion.
In einem Experiment konnte durch die Gabe von Prothrombinkonzentrat PPSB die durch Rivaroxaban verlängerte Thromboplastinzeit (TPZ, PT) normalisiert werden. Dabei wurden 50 Einheiten PPSB pro Kilogramm Körpergewicht (z. B. 4000 Einheiten PPSB bei 80 kg) eingesetzt, um die Laborwirkung einer vorherigen Tagesdosis von 20 mg Rivaroxaban aufzuheben. In einer anderen Empfehlung wird die Dosis für die Behandlung einer intracerebralen Blutung durch Rivaroxaban mit 30IE/kg PPSB angegeben.
Eine im Dezember 2015 im New England Journal of Medicine publizierte Studie fand, dass die antikoagulatorische Aktivität von Rivaroxaban durch Infusion von Andexanet alfa binnen Minuten aufgehoben werden konnte. Die Nebenwirkungen von Andexanet alfa wurden als minimal beschrieben.

## Wirkungskontrolle
Im Rahmen der Anwendung ist eine regelmäßige Laborkontrolle wegen der vergleichsweise gut vorhersagbaren Wirkung nicht notwendig. Bei Patienten mit bedrohlichen Blutungen oder vor Notfalleingriffen kann die Messung der Rivaroxaban-Wirkung notwendig sein, um das weitere Blutungsrisiko abschätzen zu können oder den Zeitpunkt für einen Eingriff zu planen. Der Einfluss von Rivaroxaban auf Standard-Gerinnungstests ist abhängig vom Einnahmezeitpunkt und unzuverlässig. So kann es bei Erreichen des Spitzenspiegels von Rivaroxaban im Blut zu einer Erhöhung des INR-Wertes kommen und zu einer Verlängerung der aPTT. Jedoch kann anhand dieser Werte kein Rückschluss auf die Wirkungsstärke gezogen werden. Normale Werte in den Standard-Gerinnungstests schließen eine Rivaroxabanwirkung nicht aus. Eine Messung der Anti-Faktor-Xa-Aktivität ist am besten geeignet, um die Wirkung von Rivaroxaban zu messen. Dabei ist jedoch zu beachten, dass die Standard-Anti-Faktor-Xa-Aktivitätstests für die Messung von Heparinaktivität geeicht sind. Für exakte Messung der Rivaroxaban-Wirkung ist ein auf Rivaroxaban kalibrierter Anti-Faktor-X-Aktivitätstest notwendig, der meist nur in spezialisierten Laboren auf besondere Anforderung hin möglich ist.

## Umsatzstärke und Patent
Xarelto ist seit 2014 das umsatzstärkste Medikament von Bayer (Stand 2022): Der Umsatz stieg von 2,9 Mrd. Euro im Jahr 2016 auf 3,6 Mrd. Euro im Jahr 2018 und auf 4,5 Mrd. Euro im Jahr 2020. Im Oktober 2021 bestätigte das Europäische Patentamt das von Bayer für die einmal tägliche Verabreichung des Medikaments beantragte Patent. Damit wurde der Patentschutz um fast zwei Jahre bis zum Januar 2026 verlängert.

## Einsatz in der Tiermedizin
Eine Studie aus dem Jahr 2021 konnte zeigen, dass die Kombination von Rivaroxaban mit Clopidogrel eine effektive Rezidivprophylaxe bei der Thromboembolie der Katzen darstellt. Diese Kombination gilt derzeit als effektivste Wirkstoffkombination bei dieser Katzenkrankheit.